# Игнатий из Оньи
Игнатий (Иньиго) из Оньи (баск. Íñigo de Oña) — бенедиктинский аббат монастыря Сан-Сальвадор в Онье. Покровитель своего родного города Калатаюд. В его честь получил имя Игнатий (Иньиго) де Лойола.
Жил в горах отшельником до тех пор, пока король Наварры Санчо III не приказал ему провести реформу монастырей. Поддерживал тесные связи со своими собратьями-священниками, был хорошо известен среди евреев и мусульман. В 1052 года Игнатий участвовал в освящении нового монастыря короля Гарсии III Санта-Мария ла Реал в Нахере. Вместе с Домиником Силосским пытался предотвратить конфликт между братьями-королями, закончившийся 1 сентября 1054 года битвой при Атапуэрке, в которой погиб Гарсия. Игнатий скончался в Онье несколько лет спустя.
В 1163 году папа Александр III разрешил жителям Тура отмечать память Игнатия в день его смерти, хотя на тот момент аббат не был блаженным или святым. Святость Игнатия казалась всем настолько очевидной, что якобы даже иудеи и мусульмане оплакивали его. В 1170 году Александр III приказал перенести останки святого в главный алтарь.
В 1258 году папа Александр IV даровал индульгенцию тем, кто посещал могилу Игнатия. 18 июня 1259 года он канонизировал аббата. В 1575 году папа Григорий XIII выдал ещё одну индульгенцию людям, посетившим место успокоение святого. 13 марта 1736 года король Испании Филипп V убедил папу Климента XII включить день памяти монаха в римский календарь. День памяти — 1 июня.